# Stella di Piazza Giudìa
(canzone popolare citata nel capitolo 1)
Stella di Piazza Giudìa è un romanzo storico di Giuseppe Pederiali del 1995, basato sulla storia della collaborazionista ebrea romana Celeste Di Porto durante la Seconda guerra mondiale.
Il libro ha vinto lo stesso anno il Premio Sirmione-Catullo.

## Trama
Nel Ghetto di Roma, alla fine degli anni Trenta, Celeste è una fanciulla di grande avvenenza che sembra più grande della sua vera età. All'età di quattordici anni i suoi genitori la fidanzano con uno straccivendolo, ma la ragazza non smette per questo di civettare con altri uomini, in particolare con un giovane di nome Angelo, a sua volta già impegnato. Questo provoca la rottura del fidanzamento di Celeste; solo nel 1943 trova un altro fidanzato, un giovane commerciante di nome Lamberto, che le si dichiara il giorno della caduta del Fascismo. 
Arriva poi l'Armistizio di Cassibile e l'occupazione di Roma, assieme alla maggior parte d'Italia, da parte della Wehrmacht. Vincenzo Antonelli, ex agente di pubblica sicurezza, rimane colpito dalla bellezza di Celeste e ne fa la sua amante, ignorando che la ragazza sia di religione ebraica.
Il 16 ottobre 1943 avviene il rastrellamento del ghetto di Roma, solo pochi giorni dopo la consegna di cinquanta chili d'oro alle forze di occupazione tedesca. Per denaro e per proteggere la sua posizione Celeste inizia a segnalare alle SS, per il tramite di Vincenzo e del suo collega Antonio, gli ebrei che ancora si nascondono nel ghetto e nelle zone limitrofe di Roma. Quando i tedeschi pianificano la strage delle Fosse Ardeatine, Celeste indica il pugile Lazzaro Anticoli per sostituire un suo parente; per lo meno, questo è ciò che pensano altri ebrei sopravvissuti, che dopo la liberazione di Roma vorrebbero fare giustizia sommaria verso la delatrice, che però si è già adeguata al nuovo clima accompagnandosi con militari americani. Tuttavia, percependo l'aperta ostilità dei suoi correligionari, Celeste si trasferisce a Napoli dove diventa una prostituta di professione. Qui viene riconosciuta dall'ebreo romano Elio ed è arrestata con l'accusa di collaborazionismo. 
In attesa del processo, Celeste viene tradotta nel carcere delle Mantellate, dove si lega d'amicizia con Tamara, l'ex amante di Pietro Koch, poi in quello di Perugia, dove entra nelle grazie di una signora molto religiosa e si converte al cattolicesimo. Dopo un breve periodo di noviziato in un convento, ne viene cacciata e i suoi conoscenti di un tempo ne perdono le tracce.
Nel 1988, Settimia, un tempo la migliore amica di Celeste finché questa non aveva iniziato la sua opera di collaborazionismo, incontra Celeste, ormai una donna anziana, venuta a rivedere il ghetto dove aveva trascorso l'infanzia e l'adolescenza: vorrebbe affrontarla e ricoprirla d'improperi ma le manca la presenza di spirito.
Negli anni Novanta lo scrittore Giuseppe Pederiali cerca di ricostruire la storia di Celeste dalle testimonianze di chi l'ha conosciuta; un giorno, nel ghetto di Roma, gli sembra di vedere una ragazza che assomiglia alla fotografia di Celeste e che risponde al suo richiamo, ma che non comprende l'appellativo di "Pantera Nera" (dato a Celeste dai suoi detrattori) di cui le parla.

## Personaggi
- Celeste detta Stella e Pantera Nera: la protagonista della storia.
- Settimio: padre di Celeste, commerciante, con dieci figli tra i quali Celeste.
- Ersilia: madre di Celeste.
- Enrichetta, detta Righetta la 'Ncipriata: cugina di Celeste. Diventa l'amante di Antonio Nardi. È la narratrice del capitolo 17.
- Marietta: domestica della famiglia di Celeste. Deve lasciare il servizio dopo l'entrata in vigore delle leggi razziali.
- Settimia: coetanea di Celeste[4] e sua migliore amica. Viene catturata nel rastrellamento del ghetto, inviata ad Auschwitz ma sopravvive all'Olocausto. È la narratrice dei capitoli 2, 3, 15, 18 e 25.
- Il Poeta: amico d'infanzia di Celeste e Settimia, alla quale poi si dichiara. Riesce ad emigrare in Palestina dopo la promulgazione delle leggi razziali e ritorna in Italia durante la Seconda guerra mondiale come membro della Brigata Ebraica. È il narratore del capitolo 4.
- Ignazio: ciabattino del ghetto, con fama di saggio. È tra le poche persone a continuare a trattare amichevolmente Celeste. Durante l'occupazione di Roma riesce ad evitare i rastrellamenti rimanendo nascosto. È il narratore dei capitoli 7, 8, 9, 11, 13 e 21.
- Lamberto: giovane ebreo, commerciante di pezzi di ricambio per biciclette, fidanzato di Celeste per un certo periodo nel 1943-44, anche dopo l'inizio della storia di lei con Antonelli. È il narratore dei capitoli 5 e 6.
- Vincenzo Antonelli: ex agente di pubblica sicurezza, dopo l'occupazione di Roma diventa un ausiliario delle SS. Si prende Celeste come amante e sfrutta le sue delazioni per far carriera.
- Antonio Nardi: collega di Antonelli, ventitreenne nel 1943. Si prende come amante Righetta la 'Ncipriata, presentatagli da Celeste. È il narratore dei capitoli 16, 19 e 20.
- Magda: titolare della Pensione Diva, dove Vincenzo e Celeste vivono i loro incontri clandestini. È un'appassionata lettrice di Ferenc Körmendi. È la narratrice dei capitoli 10 e 12.
- Fiorella: ragazzina ebrea del ghetto deportata ad Auschwitz con la precedente, che riesce a sopravvivere guadagnandosi un trattamento migliore grazie alla sua bravura nel suonare la fisarmonica.[5]
- Lazzaro Anticoli detto Bucefalo: pugile ebreo romano ucciso alle Fosse Ardeatine per la delazione di Celeste. Sua moglie è la narratrice del capitolo 1.
- Elio: giovane ebreo romano, venticinquenne nel 1944, nascosto da un commerciante di ferrovecchio durante l'occupazione tedesca. È testimone del primo tentativo di linciaggio di Celeste; arruolatosi poi come ausiliario delle truppe americane, rivede Celeste a Napoli nel 1945 e la fa arrestare. È il narratore dei capitoli 22 e 23.
- Marisa detta Tamara: ex amante di Pietro Koch, incontrata da Celeste nel carcere delle Mantellate, che ne raccoglie le confidenze. È la narratrice del capitolo 24.
- Giuseppe Pederiali: autore del libro e narratore del capitolo 26.

## Edizioni
- Giuseppe Pederiali, Stella di Piazza Giudìa, collana Narratori Giunti, Firenze, Giunti, 1995, ISBN 88-09-20708-4.
- Giuseppe Pederiali, Stella di Piazza Giudìa, Milano, Club degli Editori, 1996.
- Giuseppe Pederiali, Stella di Piazza Giudìa, collana Y, Firenze, Giunti, 2018, ISBN 978-88-09-85778-0.